# متحولات كاملة
المتحولات الكاملة (الاسم العلمي:Holometabola) هي أصنوفة عليا من الحشرات تتبع أصنوفة حديثات الأجنحة من  الجناحيات.

## التصنيف
- المتحولات الكاملة
  - الرتبة المنقرضة †Glosselytrodea
  - رتبة الخنافس
  - فوق رتبة نظائر عرقيات الأجنحة
  - فوق رتبة نظائر غشائيات الأجنحة
  - فوق رتبة الشوالونات
    - أصنوفة ردائيات الأجنحة
    - أصنوفة حاملات الماصة
      - رتبة طويلات الأجنحة
        - رتيبة طويلات الأجنحة الحقيقية
          - فصيلة الشواليات
            - جنس الشوالة